# Petrarca azorica
Petrarca azorica is een kreeftachtigensoort uit de familie van de Petrarcidae. De wetenschappelijke naam van de soort is voor het eerst geldig gepubliceerd in 1985 door Grygier.